# شهود (آلبوم جیمی فاکس)
«شهود» آلبومی از هنرمند اهل ایالات متحده آمریکا جیمی فاکس است که در ۱۶ دسامبر ۲۰۰۸ منتشر شد.